# Gojira
A Gojira francia death metal együttes, amelyet Bayonne-ban alapítottak 1996-ban Godzilla név alatt. 2000-ben nevezték át Gojirára. A Gojira Joe Duplantier énekes-gitárosból, testvéréből, Mario Duplantier dobosból, Christian Andreu szólógitárosból és Jean-Michel Labadie basszusgitárosból áll. Mindössze egy tagcserén estek át. A Gojira nagyon sok dalszövege a környezetről és annak védelméről szól.

## Története

### A kezdetek, Terra Incognita (1996–2002)
A Gojira Ondresből származik, ami egy kis falu Bayonne mellett, Franciaországban. Joe Duplantier (gitár, ének), Mario Duplantier (dob), Christian Andreu (gitár), és Jean-Michel Labadie (basszusgitár) alapította, Godzilla néven. Az együttes zenéje death metal, thrash metal és progresszív metal elemeket ötvöz. Három kislemezt is megjelentettek: Victim (1996), Possessed (1997), and Saturate (1999). A Cannibal Corpse, az Edge of Sanity, és Impaled Nazarene előtt is játszottak és támogatták az Immortalt. Ezek után 1999 szeptemberében Gojirára kellett változtatni a nevüket, mert jogügyi gondok támadtak. A Gojira a Godzilla neve, csak japánul, romaji írásmódon. A Wisdom Comes 2000-ben már ezen a néven jelent meg. Debütáló albumuk, a Terra Incognita 2001-ben jelent meg.

### The Link és From Mars to Sirius (2003–2007)
A csapat második lemeze, a The Link 2003-ban jelent meg, és Franciaországban egész sikeresek lettek a két lemez által, Bordeuxban is felléptek, amiről Gabriel Duplantier rendezésében DVD felvételt is kiadtak, The Link Alive címmel, 2004. május 19-én. 2005-ben elhatározták, hogy leszerződnek, a Listenable Records, francia kiadóval, és ők adták ki a From Mars to Siriust, 2005. szeptember 27-én, Franciaország határain kívül is.
Az album nagy hírt hozott a zenekarnak, 2006-ban és 2007-ben turnéztak, olyan zenekarokkal, mint a Children of Bodom, Amon Amarth, Sanctity, Trivium és Lamb of God. 2007 októberében a Listenable Records újra kiadta a Possessed demót, limitált kiadásban.

### The Way of All Flesh (2008–2010)
2008-ban Joe Duplantiert meghívta Max és Igor Cavalera, hogy basszusgitározzon az új zenekarukban, a Cavalera Conspiracyban. Az Inflikted címet viselő albumuk 2008 márciusában jött ki, amit egy turné követett, ahol Joe Duplantier szintén besegített.
2005. július 25-én a zenekar nyilvánosságra hozta az album borítóját, és a számlistát. Joe Duplantier ezt nyilatkozta a Revolver magazinnak: "Azt mondhatom, hogy ez logikusan a következő album. Sokkal intenzívebb, sokkal brutálisabb, és ugyanakkor sokkal melodikusabb, mindenből sokkal több van benne! Nagyon örülök az új daloknak, és a felvételek is nagyon jók. Úgy gondolom jót tett nekünk, hogy átjöttünk az Államokba, és Logannal dolgozunk a dobtémákon, mert ez hozott valamit, sokkal feszesebbek, sokkal erőteljesebbek. Meg vagyok elégedve mindennel, és még a számok írása is sokkal könnyebben megy így. Még mindig van sok dupla-basszus sáv, nagyon gyorsak, és ugyanakkor melodikusak." Azt is mondta a lemezről, hogy: "A lemez sokkal sötétebb, sokkal sötétebb. Keményebb és agresszívabb. Az "Adoration for None" című számban a Lamb of God énekese, Randy Blythe is énekel. Négy hónapig tartott a dalok megírása és felvétele, és további háromig a keverésük, majd a The Way of All Flesh címet viselő harmadik Gojira-album 2008. október 13-án jelent meg Európában, és október 14-én Észak-Amerikában. Az európai verziót a Listenable Records adta ki, az észak-amerikait a Prosthetic Records.
2009. március 17-én elkezdődött a Gojira első észak-amerikai turnéja. A nyitózenekarok a The Chariot és a Car Bomb voltak. A Metallica előtt is játszottak 2009 szeptember 14. és október 18. között, a Lamb of Goddal együtt. 2010 novemberében egy Los Angeles-i stúdióba vonultak, hogy felvegyenek Logan Mader producerkedésével egy, négy számot tartalmazó EP-t, és a befolyó pénzt a Sea Shepherd nevű tengeri állatokat védő társaságnak adják. Az EP a Sea Shepherd EP címet viselte volna.

### L’Enfant Sauvage EP és DVD (2011-től napjainkig)
2011. március 15-én a zenekar azt nyilatkozta, hogy félig készen vannak egy új anyaggal, és alig várják, hogy felvehessék. Azt is elmondták, hogy egy DVD-n dolgoznak, amin válogatások lesznek, a címe: 'The Way of All Flesh From the Inside'.
A Sea Shepherd EP-ről a Gojira nyilvánosságra hozott egy számot, az "Of Blood and Salt" 2011 májusában, Devin Townsend énekes és Fredrik Thordendal szólógitáros vendégszereplésével. Joe Duplantier ezt nyilatkozta az új számról, és a közelgő új anyagról: "Ez is Gojira, de bölcsebb és keményebb. A zenénk folyton fejlődik. Remélem még többet is fog! Úgy gondolom, hogy lehetünk még keményebb, mélyebbre hatóak és mágikusabbak, mint valaha előtte. Tisztelek mindent, amit ezelőtt csináltunk, de most más megvilágításból látjuk a dolgokat. Nem egy technikai megvilágítás. Szellemileg máshogy látjuk. Úgy gondolom, hogy egyre közelebb kerülünk ahhoz az okhoz, amiért elkezdtünk zenélni. Nehéz elmagyarázni. Amíg nem hallottad az új albumot, nehéz, hogy teljesen megértsd. B@szd, ez jobb!"
2011. október 2-án a Gojira bejelentette, hogy a Sea Shepherd EP-t el kell halasztani, rajtuk kívülálló okok miatt, de dolgoznak rajta folyamatosan.
2011. november 8-án a Gojira felfedte, hogy az új album, a Roadrunner Records kiadó gondozásában fog megjelenni, 2012 tavaszán. Joe Duplantier így nyilatkozott az új kapcsolatról: "Nem fér a fejünkbe, hogy a legendás Roadrunnerrel dolgozhatunk. A Sepulturát, a Machine Headet, a Deathet, a Fear Factoryt és sok más nagyszerű zenekarát is nekik köszönhetően ismertük meg. Nagy tisztelet ehhez a családhoz tartozni manapság, mint egy zenekar. Úgy érezzük, a megfelelő támogatást kapjuk a karrierünkben, a megfelelő időben. Alig várjuk, hogy megjelenjen az új anyagunk, és elkezdhessünk turnézni."
2012. április 4-én a Roadrunner bejelentette, hogy az album címe "L’Enfant Sauvage" lesz. A francia szóösszetétel magyar jelentése "A vad gyerek". 11 számot fog tartalmazni, és június 26-án fog megjelenni, azóta meg is jelent. A címadó dal, a "L’Enfant Sauvage" kislemezként megjelent, és egy fekete-fehér klipet is készítettek hozzá. A "Liquid Fire" számot le lehetett tölteni ingyenesen a Gojira weboldaláról. Június 19-én az egész albumot meg lehetett hallgatni Facebookon.
2016. június 17-én kiadták Magma c. albumukat. Ezt az albumot egy igen szomorú háttérsztori veszi körbe. Még a felvétel közben elhunyt a Duplantier-testvérek édesanyja.

## Zenei stílus és szövegek
A Gojira stílusát nem egyszerű meghatározni. Technikás death metal, thrash metal és progresszív metal jellegzetességeket tartalmaznak a számaik. Olyan metalzenekarok hatottak rájuk, mint a Sepultura, a Death, a Morbid Angel, a Meshuggah, a Tool, a Metallica, a Pantera, vagy a Neurosis.
A riffjeik jellegzetesek. A mathcore stílusjegyeit is tartalmazzák. A számaik felépítése nem a klasszikus versszak-refrén, hanem a death metalra jellemző, ritka dalfelépítés. Az énekre a scream (sikoltás), a hörgés, az üvöltés is jellemző, ám az egyszerű tiszta ének is. Keverni is szokták, több sávban, ezzel egy nagyon nyomasztó légkört hozva létre.
A tagok Bayonne környékén nőttek fel, Franciaországban. A szövegeik a környezetről és annak védelméről nagyon gyakran szólnak.

## Tagok
Jelenlegi tagok
- Joe Duplantier − ének, ritmusgitár (1996-napjainkig)
- Mario Duplantier − dob, ütősök (1996-napjainkig)
- Christian Andreu − szólógitár (1996-napjainkig)
- Jean-Michel Labadie – basszusgitár (1998-napjainkig)

Korábbi tagok
- Alexandre Cornillon – (1996-1998)

Hellfest 2013
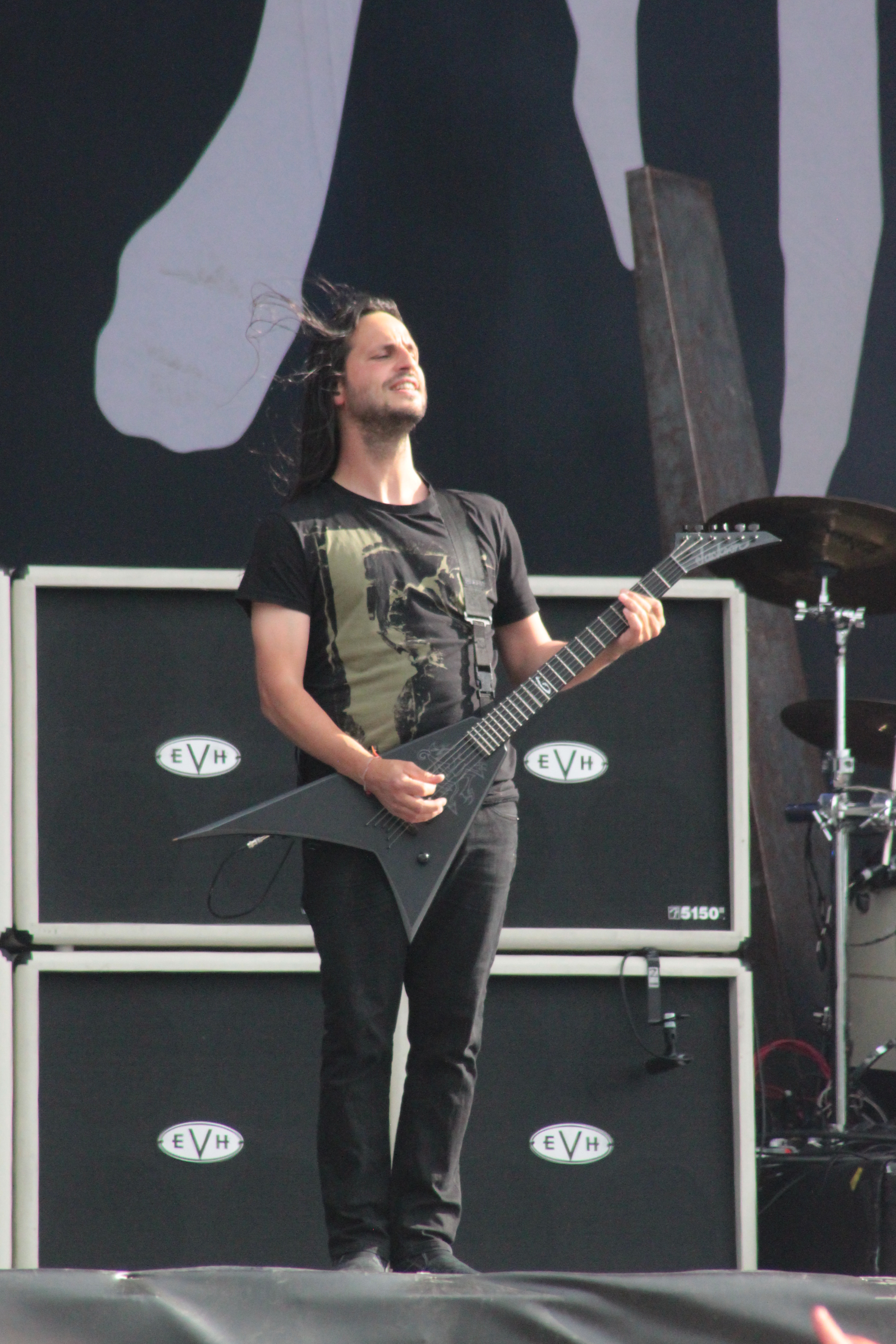
Christian Andreu
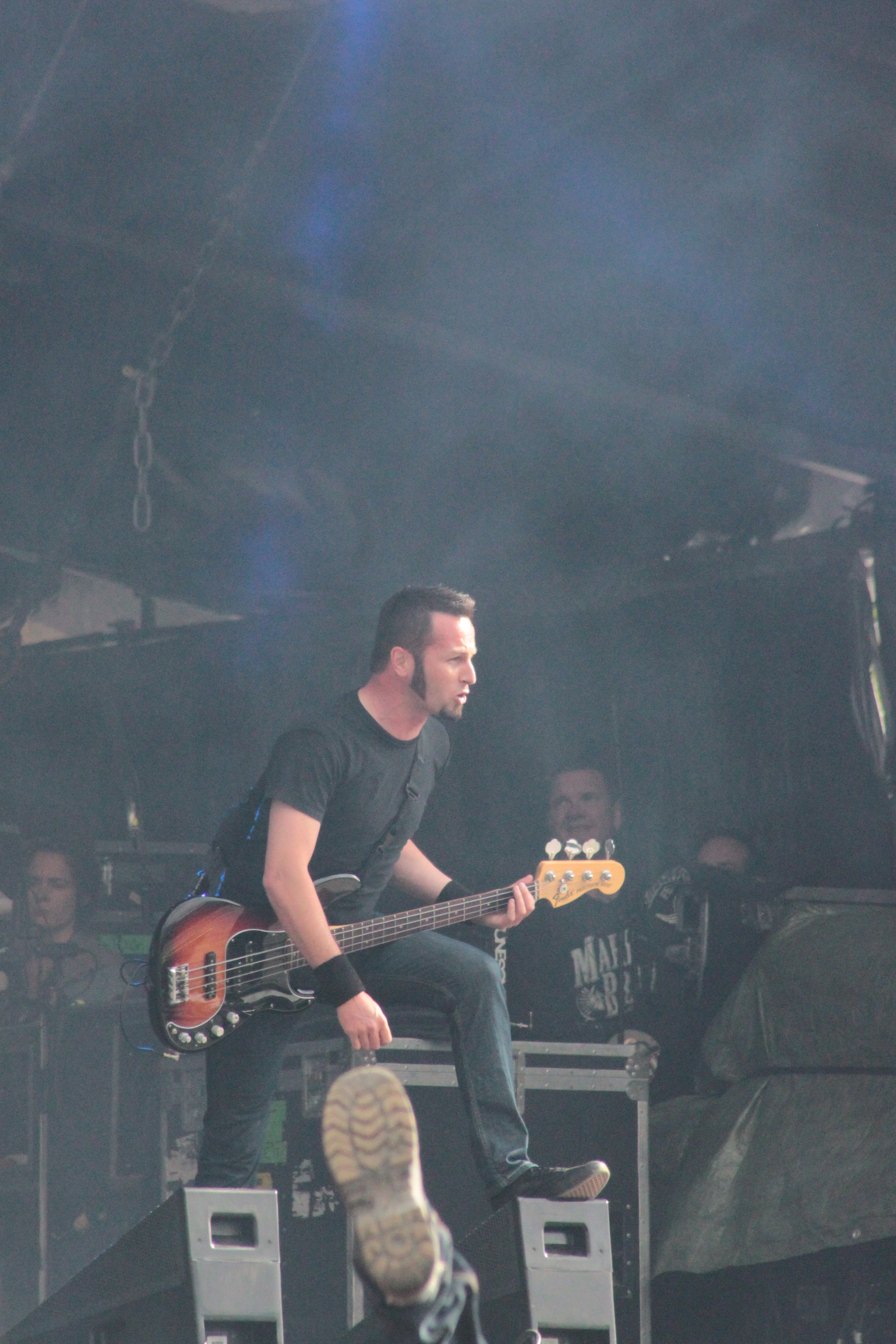
Jean-Michel Labadie
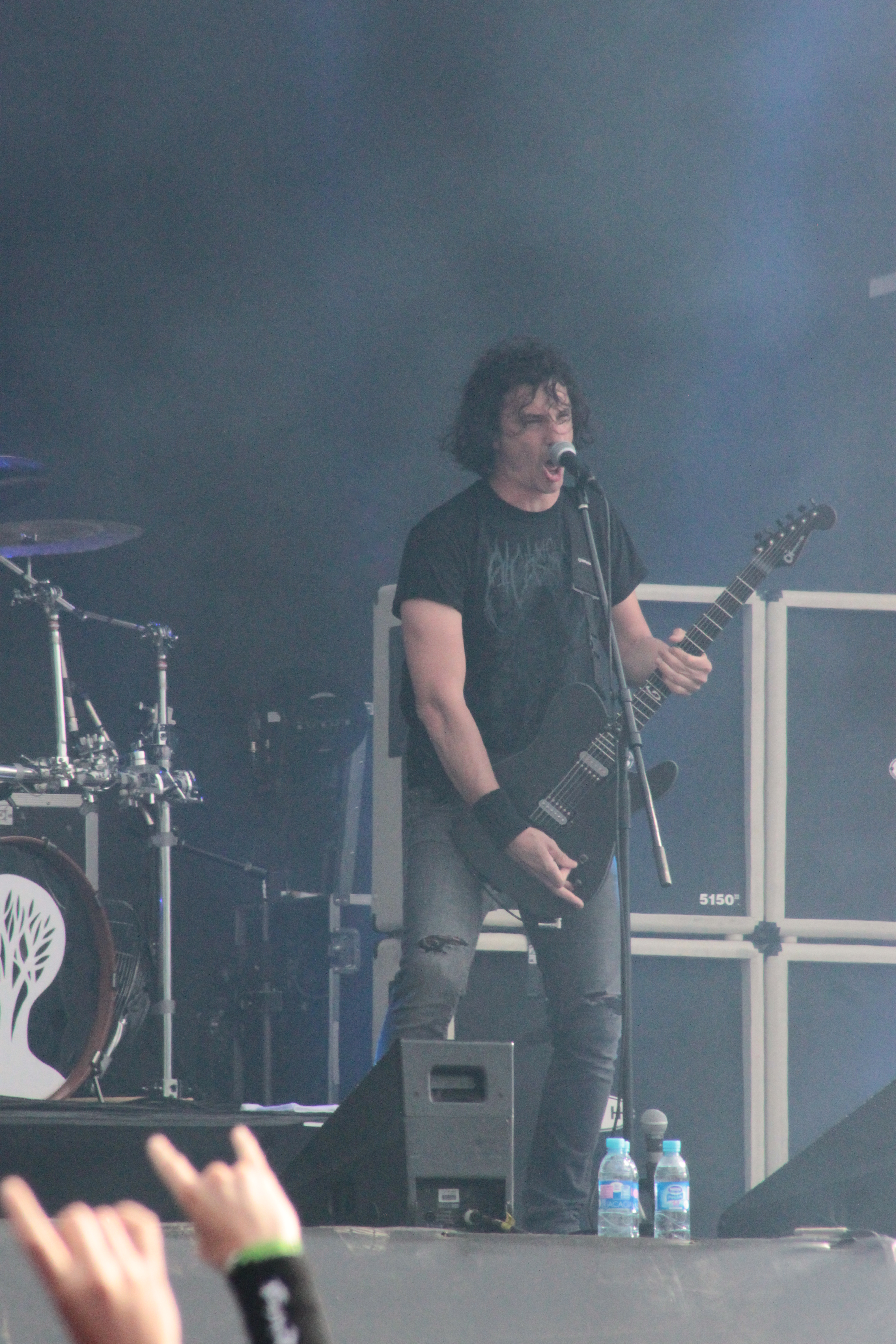
Joseph Duplantier
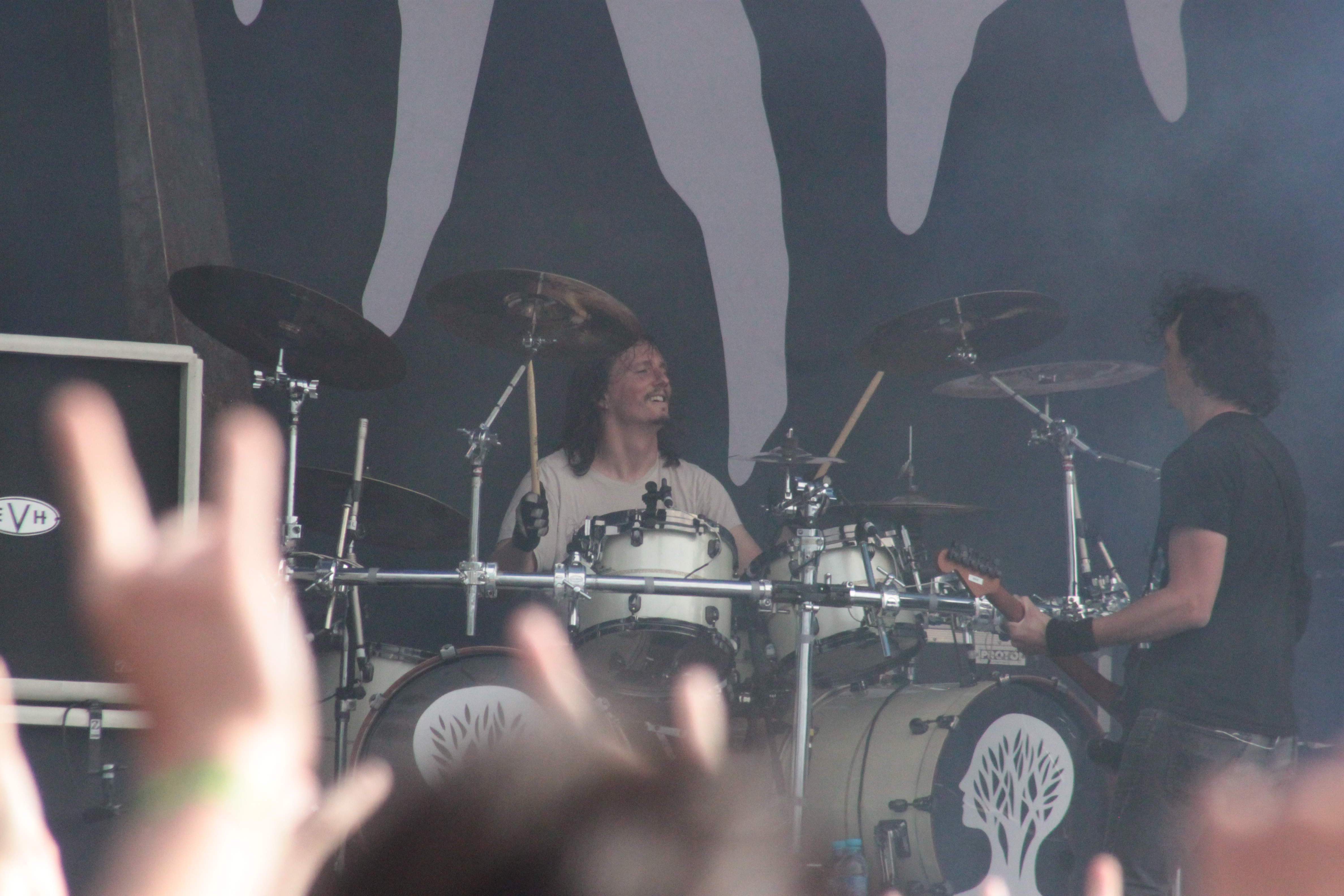
Mario Duplantier

## Diszkográfia
- Terra Incognita (2001)
- The Link (2003)
- From Mars to Sirius (2005)
- The Way of All Flesh (2008)
- L’Enfant Sauvage (2012)
- Magma (2016)
- Fortitude (2021)